# マイケル・クラブツリー
マイケル・クラブツリー（Michael Crabtree, 1987年9月14日 - ）はテキサス州ダラス出身のアメリカンフットボール選手。現在フリーエージェント。ポジションはワイドレシーバー。

## 経歴

### プロ入りまで
高校時代はクォーターバックとしてプレーした。またバスケットボールでも活躍を見せた。
テキサス工科大学在学中の2年間（2007，2008年）に231捕球/3,127yds、41タッチダウンを記録し、2年連続ユナニマス・コンセンサス・オールアメリカンに選抜された。また同様に二年連続でフレッド・ビレトニコフ賞、ポール・ウォーフィールド賞をダブル受賞するなど、カレッジフットボールのトップレシーバーとして活躍した。

### サンフランシスコ・フォーティナイナーズ
カレッジの2008年シーズン終了後にNFLドラフトへのアーリーエントリーを宣言。大学時代の実績、高い捕球能力、スピードを兼ね備えた彼は高い評価を受けておりドラフトでのトップ5指名も予想されたが左足の疲労骨折が判明し、手術を行ったためNFLコンバインおよびプロデイで走力テストを受けることができなかった。この影響によってか、2009年のNFLドラフトではサンフランシスコ・フォーティナイナーズに1巡10位で指名を受けた。
8月6日のESPNによる報道でチームとの契約交渉に不満を持つ彼は入団拒否し、2010年のNFLドラフトでの指名を目指す準備をしていると代理人が語ったと報道された
。9月9日にはフォーティナイナーズの新人史上最長となるホールドアウトになりドラフト1巡指名の新人選手としては1987年にセントルイス・カージナルスと契約を結ばなかったケリー・ストーファ以来となるシーズン全試合ホールドアウトが懸念された（ストーファは1988年4月に1989年のドラフト1巡指名権を含むドラフト指名権3つと引き換えにシアトル・シーホークスにトレードされた。）。11月17日までに契約が結ばれないと2009年シーズンの試合に出場できなくなるところだったが、10月7日にチームと6年3200万ドルの契約に合意した。契約が難航した間、9月にはタンパリングを行っていたとナイナーズが訴えたニューヨーク・ジェッツからトレードを打診していたがナイナーズはこれを断っていた。
10月25日のヒューストン・テキサンズ戦でデビューを果たし5回のキャッチで56ヤードを獲得した。シーズン終了までに48回のキャッチで625ヤードを獲得、2タッチダウンをあげた。
2010年9月上旬の練習でバーノン・デービスと衝突し、マイク・シングレタリーヘッドコーチに止められた。この年741ヤードを獲得し6タッチダウンをあげた。
2011年、PUPリスト入りし、プレシーズンゲームを3年連続欠場した。
2012年、最終週のアリゾナ・カージナルス戦で、8回のレシーブでチーム記録となる172ヤードを獲得、2003年のテレル・オーウェンス以来となる1000ヤードレシーバーとなった。プレーオフのグリーンベイ・パッカーズ戦では9回のレシーブで119ヤード、2TD、アトランタ・ファルコンズとのNFCチャンピオンシップゲームでは、6回のキャッチで57ヤードを獲得している。
2013年5月22日の練習でアキレス腱を断裂、全治には6ヶ月ほどかかる見込みとなった。8月27日、PUPリストに入れられた。11月26日にアクティブロースターに復帰、復帰戦となった12月1日のセントルイス・ラムズでは、2回のレシーブで68ヤードを獲得した。
2014年1月19日、シアトル・シーホークスとのNFCチャンピオンシップゲームでキャパニックからクラブツリーに投げられたパスが、リチャード・シャーマンにはじかれ、マルコム・スミスにインターセプトされ、ナイナーズは17-23で敗れた。
2014年、68回のレシーブで698ヤード、4TDをあげた。シーズン終了後無制限フリーエージェントとなった。

### オークランド・レイダース
2015年4月13日、オークランド・レイダースと1年300万ドルで契約を結んだ。
レイダースでの1年目の2015年シーズンは85回のレシーブで922ヤード、9TDという成績であった。
2015年12月9日に4年3.5億ドルで契約延長した。
2016年シーズンの開幕戦のニューオーリンズ・セインツ戦では、試合を決める2ptコンバージョンをQBのデレック・カーからレシーブし、チームは35-34で勝利した。
第4週のボルティモア・レイブンズ戦では、キャリアハイとなる1試合3TDの活躍を見せ28–27での勝利に貢献した。
最終的に2016年シーズンは、キャリア最高となる89回のレシーブで1,003ヤード、8つのタッチダウンをマークした。

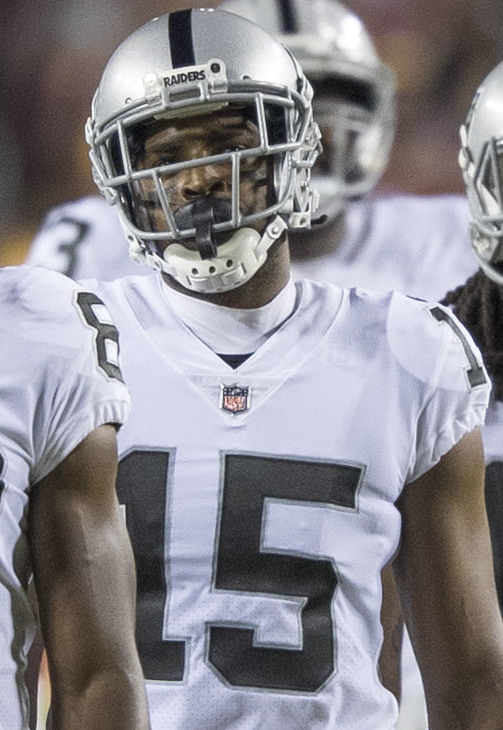
2017年シーズンのクラブツリー

2017年シーズン、第12週のデンバー・ブロンコス戦では、相手のCBアキブ・タリブと殴り合いの乱闘となり、両者とも退場、1試合の出場停止処分となった。
2017年シーズンは58回のレシーブで618ヤード、6タッチダウンという成績だった。
2018年3月15日、レイダースからリリースされた。レイダースでの通算記録は232回のキャッチで2,543ヤード、25回のタッチダウンレシーブであった。

### ボルティモア・レイブンズ
3月16日にボルティモア・レイブンズと契約。
レギュラーシーズンでは54回のパスレシーブで607ヤード、３つのタッチダウンをあげた。プレーオフ初戦のロサンゼルス・チャージャーズ戦では2つのタッチダウンをあげるも、17-23でチームは敗れた。
2019年2月25日にリリースされた。

### アリゾナ・カージナルス
8月21日にアリゾナ・カージナルスと1年契約を結んだ。

## 人物
- 2009年7月全米発売予定のXbox 360用ゲーム「NCAA Football 10」のパッケージカバー選手に選ばれている[41]。